# ماي بيغ فات غريك ويدنغ
ماي بيغ فات غريك ويدنغ (بالإنجليزية: My Big Fat Greek Wedding)‏ هو فيلم رومانسي كوميدي كندي أمريكي تم إنتاجه في سنة 2002 وهو من إخراج جويل زويك وتأليف نيا فاردالوس التي لعبت فوتولا بطلة الفيلم مع جون كوربت ولايني كازان وأندريا مارتن، الفيلم يتكلم عن إمراة أمريكية يونانية الأصل إسمها فوتولا تقع في حب رجل بروتستانتي أنجلو سكسوني (واسب) من الطبقة الوسطى العليا يدرس في المدرسة الاعدادية ويدعى إيان ميلر ثم يتزوجون بعد أحداث درامية، الفيلم تلقى انتقادات إيجابية ورشح لنيل جائزة الأوسكار لأفضل كتابة (سيناريو أصلي) في حفل توزيع جوائز الأوسكار الخامس والسبعون الذي أقيم في سنة 2003، في سنة 2016 تم إنتاج جزء ثاني للفيلم بعنوان ماي بيغ فات غريك ويدنغ 2.

## بطولة
- نيا فاردالوس بدور فوتولا بورتوكولاس ميلر
- جون كوربت بدور إيان ميلر
- لايني كازان بدور ماريا بورتوكولاس
- مايكل كونستانتين بدور كوستاس بورتوكولاس
- أندريا مارتن بدور العمة فولا
- جيري مينديسينو بدور العم تاكي
- بروس غراي بدور رودني ميلر

## وصلات خارجية
- ماي بيغ فات غريك ويدنغ على موقع IMDb (الإنجليزية)
- ماي بيغ فات غريك ويدنغ على موقع ميتاكريتيك (الإنجليزية)
- ماي بيغ فات غريك ويدنغ على موقع روتن توميتوز (الإنجليزية)
- ماي بيغ فات غريك ويدنغ على موقع نتفليكس (الإنجليزية)
- ماي بيغ فات غريك ويدنغ على موقع قاعدة بيانات الأفلام العربية
- ماي بيغ فات غريك ويدنغ على موقع ألو سيني (الفرنسية)
- ماي بيغ فات غريك ويدنغ على موقع Turner Classic Movies (الإنجليزية)
- ماي بيغ فات غريك ويدنغ على موقع أول موفي (الإنجليزية)
- ماي بيغ فات غريك ويدنغ على موقع بوكس أوفيس موجو (الإنجليزية)
- ماي بيغ فات غريك ويدنغ على موقع فيلمافينيتي (الإسبانية)

- ماي بيغ فات غريك ويدنغ على قاعدة بيانات الأفلام على الإنترنت
- ماي بيغ فات غريك ويدنغ على بوكس أوفيس موجو
- ماي بيغ فات غريك ويدنغ على موقع الطماطم الفاسدة
- ماي بيغ فات غريك ويدنغ على ميتاكريتيك